# François Joseph Goffaux
François Joseph Goffaux est un homme politique français né le 15 février 1755 à Paris et décédé le 10 juin 1836 au même lieu.
Après des études au collège Louis-le-Grand, il s'occupe de commerce et d'industrie, dirigeant une manufacture à Angers. Administrateur du département, maire de Mouliherne, il est député de Maine-et-Loire de 1791 à 1792. Il émigre en Angleterre dès la fin de la session et ne revient en France que sous le Consulat où il devient professeur de poésie latine au Prytanée français. Il prend sa retraite en 1815, tout en continuant à s'occuper de littérature.

## Sources
- « François Joseph Goffaux », dans Adolphe Robert et Gaston Cougny, Dictionnaire des parlementaires français, Edgar Bourloton, 1889-1891 [détail de l’édition]